# لبخاتة التحتانية (لبخاتة)
لبخاتة التحتانية هي إحدى مشيخات المملكة المغربية، تتبع جغرافيا لإقليم جرادة وإداريًا للبخاتة. يقدر عدد سكانها بـ 783 نسمة حسب الإحصاء الرسمي للسكان والسكنى لسنة 2004.